# HSCSD
HSCSD (от англ. High Speed CSD) — это улучшенная версия  обычного модемного соединения для сетей GSM. До появления GPRS пользоваться интернетом на сотовом телефоне можно было только через CSD. Тарифицируется поминутно, в отличие от GPRS где платится за объем переданных данных.
В HSCSD возможно использование одной MS до 4х TS (тайм слотов — каналов). Скорость по каждому из каналов увеличивается до 14,4 Кбит/с (а в CSD было только 9,6 Кбит/с).
Тем самым скорость увеличивается до 14,4х4=57,6 Кбит/с
В России технология HSCSD впервые была внедрена в сети петербургского региона оператора "North-West GSM" в октябре 2001 года.